# Bulbophyllum arachnidium
Bulbophyllum arachnidium là một loài phong lan thuộc chi Bulbophyllum.